# Golf & Country Club Henri-Chapelle
De Golf & Country Club Henri-Chapelle ligt in Hendrik-Kapelle in de Belgische Ardennen.
De club beschikt over verschillende banen:
- Les Viviers: 18 holes en geopend in 1989. Ontworpen door Joan Dudok van Heel
- Le Charlemagne: 9 holes baan met een par van 34
- La Chapelle: 6 par3 holes